# Wiesław Wenz
Wiesław Janusz Wenz (ur. 20 maja 1957 w Tarnowie, zm. 17 stycznia 2024) – polski duchowny katolicki, początkowo członek Zgromadzenia Księży Misjonarzy, od 1998 kapłan archidiecezji wrocławskiej. Profesor nauk teologicznych, kanonista, w latach 2001–2007 prorektor Papieskiego Wydziału Teologicznego we Wrocławiu (PWTW).

## Życiorys
Od 1972 roku uczył się w mościckim liceum, gdzie w 1976 uzyskał świadectwo dojrzałości. Następnie odbył studia filozoficzno-teologiczne w Instytucie Teologicznym Zgromadzenia Księży Misjonarzy w Krakowie-Stradomiu. W 1981 uzyskał na Papieskiej Akademii Teologicznej w Krakowie magisterium z teologii moralnej (praca dyplomowa pt. Grzech w teologii Pieta Schoonenberga SJ). 24 kwietnia 1982 otrzymał sakrament święceń w Zgromadzeniu Księży Misjonarzy. W 1998 został inkardynowany do archidiecezji wrocławskiej. W 1986 na PWTW otrzymał licencjat kanoniczny, w 1998 stopień naukowy doktora nauk teologicznych (teologia prawa kanonicznego), a w 2001 stopień doktora habilitowanego nauk teologicznych. W 2003 objął na tej uczelni stanowisko profesora nadzwyczajnego. Po uzyskaniu w 2010 tytułu naukowego profesora nauk teologicznych w tym samym roku został na PWTW profesorem zwyczajnym).

## Członkostwo w stowarzyszeniach
- Stowarzyszenie Kanonistów Polskich
- Polskie Towarzystwo Prawa Wyznaniowego
- Wrocławskie Towarzystwo Teologiczne
- Konwent Oficjałów Sądów Kościelnych w Polsce
- Towarzystw Studiów Interdyscyplinarnych we Wrocławiu[1]

## Wybrane publikacje
- Kancelaria parafialna jako przestrzeń kościelnego posługiwania. Studium kanoniczno-pastoralne, Wrocław: Papieski Wydział Teologiczny, 2008.
- Prawno-teologiczne elementy charyzmatu Zgromadzenia Misji Wincentyńskiej, Wrocław: PFT, 1999.
- Siedem Sakramentów świętych, Warszawa: Wydawnictwo Misjonarzy Klaretynów Palabra, 2008.
- Struktura władzy w ujęciu św. Wincentego `a Paulo a jej współczesny model w Zgromadzeniu Misji, Wrocław: PWT, 2001.
- Urząd obrońcy węzła i procesowe decyzje sędziego na etapie wyrokowania, Wrocław-Oborniki Śląskie: Studio Graphito, 2007[6].